# Peter Tossanus
Peter Tossanus, auch Peter Toussain, Pierre Tossanus, Pierre Toussaint, (* um 1499 in St. Laurent/Lothringen; † 5. Oktober 1573 in Montbéliard) war ein evangelischer Theologe und Reformator.

## Leben
Toussaint ist als Reformator der Grafschaft Mömpelgard anzusehen. Als Kanonikus in Metz wurde er von der reformatorischen Verkündigung erfasst. Erasmus von Rotterdam empfahl ihn von Basel aus an Guillaume Budé in Paris. Wegen seiner evangelischen Gesinnung musste er aber bald darauf Frankreich verlassen und ging in die Schweiz. Um sich besser orientieren zu können, besuchte er Zürich und Wittenberg. 
Herzog Ulrich von Württemberg berief ihn 1535 nach Mömpelgard, um das neue Kirchenwesen dort aufzubauen. Tossanus vertrat dabei die reformierte Auffassung. Als Herzog Christoph die Statthalterschaft übernahm, kam es zu Spannungen zwischen der württembergischen Obrigkeit und dem Pfarrer. Das Augsburger Interim überstand Tossanus in Basel, dann kehrte er nach Mömpelgard zurück. 1559 sollte dort die württembergische Kirchenordnung eingeführt werden. Dieser Versuch löste einen jahrelangen Kirchenstreit aus. Um ihm ein Ende zu bereiten, kam Jakob Andreae 1571 nach Mömpelgard. Tossanus wurde abgesetzt. Trotzdem gelang es dem Kirchenregiment nicht, sich durchzusetzen.
Sein Sohn Daniel Tossanus der Ältere wurde ebenfalls Theologe.